# Divinas Divas
Divinas Divas é um filme brasileiro de 2016, do gênero documentário, dirigido por Leandra Leal. O filme mostra a trajetória artística de oito artistas lendárias e pioneiras travestis desde a década de 1960. Foi lançado nos cinemas pela Vitrine Filmes em 22 de junho de 2017 na Sessão Vitrine Petrobras. Em agosto de 2021 foi incluído pela Vitrine Filmes na edição limitada da caixa de DVDs Cinema Queer Vitrine com os títulos Tinta Bruta e Música para Morrer de Amor, que foi lançada na loja virtual da Versátil Home Vídeo.

## Elenco
- Rogéria (1943-2017)
- Jane di Castro (1947-2020)
- Divina Valéria (1944-)
- Eloína dos Leopardos (1946-)
- Brigitte de Búzios (1944-2018)
- Camille K. (1945-2024)
- Fujica de Holliday (1943-2023)
- Marquesa (1944-2015)

## Recepção
No Cinema com Rapadura, Thiago Siqueira disse que a diretora Leandra Leal "deu uma sobrevida artística a um grupo incrível de performers e assegurou que o legado delas será preservado para a posteridade, tudo isso em um documentário ágil, divertido e emocionante." Em sua crítica para o Papo de Cinema, Matheus Bonez disse que "Leandra Leal e suas Divinas Divas aportam como um sopro de criatividade e simplicidade."

## Prêmios
- Festival do Rio 2016: Melhor filme (júri popular)
- South by Southwest 2017: Melhor filme (júri popular)
- Fest Aruanda 2016: Melhor filme (júri popular)[7]